# スパイ・エンジェル グラマー美女軍団
『スパイ・エンジェル グラマー美女軍団』（原題：Guns）は、1990年に公開されたアメリカのアクション映画。南米の武器密輸組織を壊滅するために派遣された女性エージェントたちの活躍を描く。本作は、アンディ・シダリスが脚本・監督を務め、エリック・エストラーダ、ドナ・スピア、デヴィン・デヴァスケス、シンシア・ブリムホール、ダニー・トレホが出演している。「Triple B」シリーズの第5弾。

## 解説
プレイメイトが活躍するセクシー・アクション映画。
日本では劇場未公開だったが、ビデオは発売された。
テレビ放送される際に大変凝った予告編が製作される。

## あらすじ
ハワイ在住の秘密捜査官ドナとニコルが何者かに命を狙われた。
そして間もなく、ニコルと間違われた女性が女装した2人組の男に殺される。遺体にはラスベガスのカジノのカードが残されていた。
早速2人は仲間たちとラスベガスへ向かうが、着くなり再びニコルが襲われる。
現場に残されていたカードはダイヤのジャック。それはドナの父親を殺し、10年前に死んだはずのホアキン・デ・ティアモンデスの印だった…

## キャスト
ファン・デガス（デガ） - エリック・エストラーダ
ラスベガスの麻薬密輸組織のボスであり、10年前にFBI捜査官だったドナの父親を殺した南米の武器密輸組織の大物ホアキン・ディアモンデス（通称“ダイヤのジャック”）その人。
中国からハワイを経由して南米に武器を密輸しようと企み、連邦捜査官たちをハワイから引き離すために残忍な殺人事件を起こす。
ドナ・ハミルトン - ドナ・スピア
ハワイ在住の女性FBI捜査官。
ニコル・ジャスティン - ロバータ・ヴァスケス
前3作までドナの相方だったタリンに代わり、ドナの同僚となる女性FBI捜査官。
イーディ・スターク - シンシア・ブリムホール
ドナらと同じく女性FBI捜査官。『グラマー・エンジェル危機一発』以来のシリーズ再登場となる。
表向きはラスベガスのホテル『Rio』のステージに立つ歌手。
ブルース・クリスチャン - ブルース・ペンホール
ルーカス - William Bumiller
キャッシュ - デヴィン・デヴァスケス
エース - リヴ・リンデランド
トン - ダニー・トレホ

## 日本語吹替
| 役名                 | 俳優                   | 日本語吹替 |
| 役名                 | 俳優                   | テレビ東京版 |
| -------------------- | ---------------------- | --- |
| フアン・デガス       | エリック・エストラーダ | 谷口節 |
| ドナ・ハミルトン     | ドナ・スピア           | 榊原良子 |
| ニコル・ジャスティン | ロバータ・ヴァスケス   | 日野由利加 |
| イーディ・スターク   | シンシア・ブリムホール | 勝生真沙子 |
| その他               |                        | 神谷和夫 後藤敦 藤原啓治 鈴鹿千春 中田和宏 菅原正志 水野龍司 稲葉実 渡辺美佐 峰恵研 藤生聖子 火野カチコ 大川透 松本大 岩田安生 |
|                      |                        | |
| 演出                 |                        | 向山宏志 |
| 翻訳                 |                        | 岩佐幸子 |
| 調整                 |                        | 荒井孝 |
| 効果                 |                        | サウンドボックス |
| 録音                 |                        | オムニバス・ジャパン |
| 制作                 |                        | 東北新社 |
| 初回放送             |                        | 1995年7月6日 『木曜洋画劇場』                                                                                                  |

## 参照
- ガールズ・ウィズ・ガンズ